# Zacarías Ortiz Rolón
Zacarías Ortiz Rolón SDB (* 6. September 1934 in Arroyos y Esteros, Paraguay; † 6. Januar 2020 in Asunción) war ein paraguayischer Ordensgeistlicher und römisch-katholischer Bischof von Concepción en Paraguay. 

## Leben
Zacarías Ortiz Rolón trat der Ordensgemeinschaft der Salesianer Don Boscos bei, legte die Profess am 14. Januar 1961 ab und empfing am 14. August 1965 in Cordoba die Priesterweihe. Er studierte Philosophie und Theologie an den salesianischen Instituten in Cordoba, Argentinien, und spezialisierte sich dann auf Erziehungswissenschaften an der Universidad Católica Nuestra Señora de la Asunción und an der Päpstlichen Universität der Salesianer in Rom, wo er seine Lizenz für Pastoralkatechetik erhielt. 1985 übernahm er die Rolle des Salesianer-Provinzials von Paraguay und war der erste Salesianer in Paraguay, der diesen Dienst ausführte.
Papst Johannes Paul II. ernannte ihn am 12. März 1988 zum Apostolischen Vikar von Chaco Paraguayo und Titularbischof von Minora. Der Erzbischof von Asunción, Ismael Blas Rolón Silvero SDB, weihte ihn am 26. Juni desselben Jahres zum Bischof; Mitkonsekratoren waren Alejo del Carmen Obelar Colman SDB, Erzbischof von Trujillo, und Celso Yegros Estigarribia, Bischof von Carapeguá.
Johannes Paul II. ernannte ihn am 12. Juli 2003 zum Bischof von Concepción en Paraguay. Am 11. Juli 2013 nahm Papst Franziskus seinen altersbedingten Rücktritt an.